# Институт биохимии и физиологии растений и микроорганизмов РАН
Институт биохимии и физиологии растений и микроорганизмов РАН — учреждение Российской академии наук, ведущая научная организация, занимающаяся проблемами молекулярной и физико-химической биологии в Нижнем Поволжье.
Постановлением Президиума АН СССР от 15 ноября 1979 года № 1208 на вновь организуемый институт были возложены задачи исследования фундаментальных аспектов взаимоотношений растений и микроорганизмов как явления, составляющего одну из принципиальных основ эволюции живой материи на Земле. Кроме того, предполагалось участие института в решении ряда проблем прикладного характера, базирующихся на понимании феномена ассоциативного симбиоза для его использования в развитии биотехнологий экологически чистого земледелия, биоремедиации почв, загрязненных ксенобиотиками, и т. п.
Директором-организатором института был утверждён заведующий кафедрой биохимии и биофизики Саратовского государственного университета д-р биол. наук, профессор Владимир Владимирович Игнатов. Приказ о начале работы института был издан им 23 апреля 1980 года, и эта дата считается днём рождения института.
С 2008 года институт возглавляет д-р хим. наук, профессор С. Ю. Щёголев.
С февраля 2009 года официальное название института — Учреждение Российской академии наук Институт биохимии и физиологии растений и микроорганизмов РАН (ИБФРМ РАН).
Полное официальное название на текущий момент — Федеральное государственное бюджетное учреждение науки Институт биохимии и физиологии растений и микроорганизмов РАН.
В настоящее время в институте работает 121 человек, из которых 66 — научные сотрудники (в том числе 18 докторов и 38 кандидатов наук).
Стратегия развития института предполагает проведение исследований по следующим основным научным направлениям:
- изучение эктосимбиотических растительно-микробных систем, комплексные исследования механизмов взаимодействия партнеров с учетом основных результатов и тенденций в развитии симбиологии;
- познание эктосимбиоза как надорганизменной системы с разнообразными взаимодействиями, направленными на адаптацию партнеров к среде обитания, изучение процессов обмена генетической информацией, сигнальными молекулами и метаболитами, расшифровка геномов и протеомов партнеров в модельных растительно-микробных системах;
- разработка новых биотехнологических подходов на основе эктосимбиотических ассоциаций микроорганизмов и растений для решения проблем повышения плодородия почв, биоремедиации почвенного покрова и водных систем, а также получения медицинских препаратов;
- развитие работ в области нанобиотехнологий с изучением механизмов формирования конъюгатов наночастиц благородных металлов с разнообразными биоспецифическими зондами (антителами, ферментами, лектинами, олигонуклеотидами, пептидами и т. п.), их уникальных оптических и биохимических свойств.